# Croker Island Airport
Croker Island Airport är en flygplats i Australien. Den ligger i kommunen West Arnhem och territoriet Northern Territory, omkring 230 kilometer nordost om territoriets huvudstad Darwin. Den ligger på ön Croker Island.
Trakten runt Croker Island Airport är nära nog obefolkad, med mindre än två invånare per kvadratkilometer.. 
Savannklimat råder i trakten. Genomsnittlig årsnederbörd är 1 311 millimeter. Den regnigaste månaden är januari, med i genomsnitt 397 mm nederbörd, och den torraste är juli, med 1 mm nederbörd.